# Brachaucheniidae
I bracaucheniidi (Brachaucheniidae) sono una famiglia (o sottofamiglia) di grandi rettili marini estinti, appartenenti ai plesiosauri. Vissero tra la fine del Cretaceo inferiore e il Cretaceo superiore (110 – 80 milioni di anni fa). I loro resti sono stati ritrovati in Nordamerica, Sudamerica, Europa e Australia.

## Caratteristiche
Questi animali rappresentavano i superpredatori del loro ambiente naturale: la testa, da sola, superava i due metri di lunghezza e in alcuni casi sfiorava i tre metri. Il cranio era triangolare, appuntito e munito di un grande rostro armato di enormi denti aguzzi. Il collo era molto corto, anche rispetto agli altri pliosauri, con solo 11-13 vertebre. Le zampe erano trasformate in pinne, e quelle anteriori erano più piccole di quelle posteriori. Le dimensioni di questi animali erano enormi: la lunghezza superava i 10 metri, e alcuni esemplari potrebbero aver raggiunto la lunghezza di 13 metri.

## Classificazione

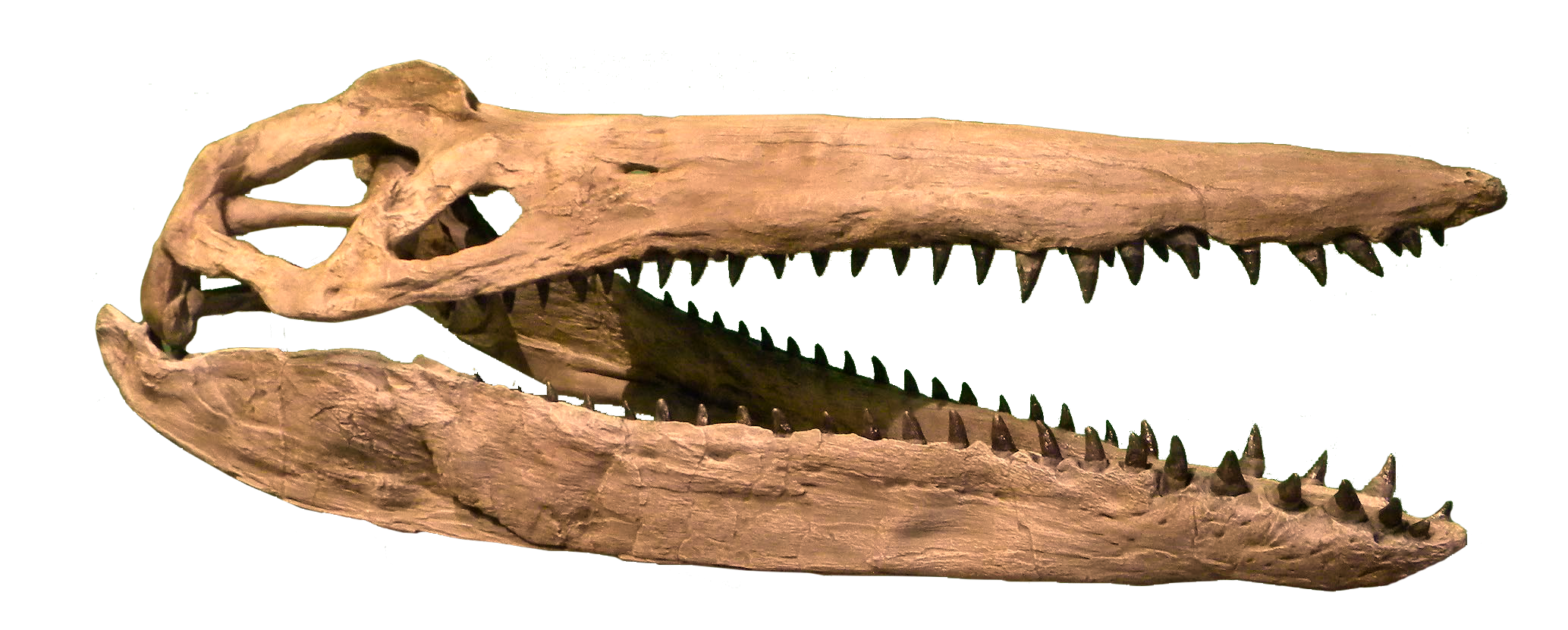
Ricostruzione del cranio di Megacephalosaurus eulerti

I bracaucheniidi sono considerati fra i massimi rappresentanti del gruppo dei pliosauroidi, una branca di plesiosauri dotati di colli corti e teste grosse. Tra questi, probabilmente i bracaucheniidi furono anche fra gli ultimi a scomparire. Secondo alcuni studiosi, questi animali non erano in realtà pliosauri, ma piuttosto discendenti degli elasmosauri dal lungo collo, che si specializzarono nella caccia a grosse prede e modificarono la loro struttura, finendo per assomigliare in modo notevole ai pliosauri del Giurassico. Le forme più note sono Kronosaurus, Brachauchenius e Megacephalosaurus. Nel 2015 è stato descritto un bracaucheniide di dimensioni minori, proveniente da terreni del Cretaceo inferiore della Russia, Makhaira.